# Festival de Eurovisión de Jóvenes Bailarines 2013
La XIII edición del Festival de Eurovisión de Jóvenes Bailarines se celebrará en la Casa de la Ópera del Báltico (Baltic Opera House en inglés) de Gdansk (Polonia) el 14 de junio de 2013.
El evento está dirigido a bailarines jóvenes de entre 16 y 21 años, que competirán con bailes modernos, ya sea individualmente o en pareja, siempre y cuando no se dediquen profesionalmente al baile.

## Festival

### Jurado
El jurado de esta edición que será el encargado de elegir al ganador está compuesto por:
- Krzysztof Pastor (Presidente del jurado)
- Nadia Espiritu
- Cameron McMillan

### Países participantes
Al igual que en la última edición, la de 2011, 10 países participarán este año en el certamen; aunque la UER afirmara en un principio que debido al gran interés de varias televisiones, la cifra de participantes podría haber llegado a ser de 14 países. Bielorrusia participa por primera vez; mientras que Armenia será la primera vez que concurse en la final (en 2003 debutó pero no consiguió pasar a la final; ya que en ediciones previas se celebraba primero una ronda de semifinales de clasificación para la Gran final) y la República Checa y Ucrania vuelven tras unos años de descanso.
| País y TV          | Representante          | Danza                                            | Coreógrafo                     | Proceso y fecha de selección         |
| ------------------ | ---------------------- | ------------------------------------------------ | ------------------------------ | ------------------------------------ |
| Alemania WDR       | Felix Berning          | Home                                             | Felix Landerer & Felix Berning | Elección Interna, 16-03-13           |
| Armenia AMPTV      | Vahagn Margaryan       | Blind Alley                                      | Arsen Mehrabyan                | Final Nacional, 23-02-13             |
| Bielorrusia BTRC   | Yana Shtangey          | La Esmeralda                                     | Marius Petipa                  | Elección Interna, 14-03-13           |
| Eslovenia RTVSLO   | Patricija Crnkovič     | Passion                                          | Dimitrij Popovski              | Presentación oficial, 20-02-13       |
| Noruega NRK        | Julie Schartum Dokken  | Moment                                           | Julie Schartum Dokken          | Final Nacional, 15-02-13             |
| Países Bajos NTR   | Sedrig Verwoert        | The 5th Element                                  | Marco Gerris                   | De Jonge Danser, 18-04-13            |
| Polonia TVP        | Kristóf Szabó          | My Life and Love Might Still Go on in Your Heart | Katarzyna Kubalska             | Final Nacional, 7-04-13              |
| República Checa ČT | Adéla Abdul Khalegová  | Love Under Pressure                              | Adéla Abdul Khalegová          | Final Nacional, 5-04-13              |
| Suecia SVT         | Stephanie Liekola Isla | Entrapped                                        | Mauro Rojas                    | Elección Interna por jurado, 1-03-13 |
| Ucrania NTU        | Nikita Vasylenko       | The Legend of Spartacus                          | Tetyana Denysova               | So You Think You Can Dance, 15-03-13 |

### Resultado
En la siguiente tabla se muestra el orden de actuación de los participantes:
| N.º | País y TV       | Participante           | Resultado |
| --- | --------------- | ---------------------- | --------- |
| 01  | Armenia         | Vahagn Margaryan       | Eliminado |
| 02  | Bielorrusia     | Yana Shtangey          | Eliminado |
| 03  | Países Bajos    | Sedrig Verwoert        | Finalista |
| 04  | Suecia          | Stephanie Liekola Isla | Eliminado |
| 05  | Ucrania         | Nikita Vasylenko       | Eliminado |
| 06  | República Checa | Adéla Abdul Khalegová  | Eliminado |
| 07  | Polonia         | Kristóf Szabó          | Eliminado |
| 08  | Noruega         | Julie Dokken           | Eliminado |
| 09  | Eslovenia       | Patricija Crnkovič     | Eliminado |
| 10  | Alemania        | Felix Berning          | Finalista |

## Duelo de Finalistas
| País y TV        | Participante    | Resultado  |
| ---------------- | --------------- | ---------- |
| Alemania WDR     | Felix Berning   | Subcampeón |
| Países Bajos NTR | Sedrig Verwoert | Campeón    |

## Predecesor y sucesor
| Predecesor: Oslo 2011 | Festival de Eurovisión de Jóvenes Bailarines Gdansk 2013 | Sucesor: Pilsen 2015 |